# رنه ماندری
رنه ماندری (استونیایی: Rene Mandri؛ زادهٔ ۲۰ ژانویهٔ ۱۹۸۴) دوچرخه‌سوار اهل استونی است.
وی در مسابقات مهمی همچون بازی‌های المپیک تابستانی ۲۰۱۲ و جیرو دیتالیا ۲۰۰۸ شرکت کرده است.